# Haliun
Haliun (mongoliska: Халиун Сум, Халиун, Haliun Sum) är ett distrikt i Mongoliet.   Det ligger i provinsen Gobi-Altaj, i den västra delen av landet, 900 km väster om huvudstaden Ulaanbaatar.